# Team (Werbeagentur)
TEAM war eine deutsche Werbeagentur, die am 4. September 1956 von Günther Gahren, Vilim Vasata und Jürgen Scholz in Mülheim an der Ruhr gegründet wurde und aus der von Vasata und Scholz 1953 gegründeten Werbeagentur Vasata-Scholz hervorging.
Nachdem BBDO International 1971 bereits 20 Prozent an TEAM erwarb, kauften sie 1973 die Mehrheit der Anteile von TEAM. Im Zuge der Übernahme erfolgte die Umbenennung in TEAM/BBDO. 1992 wurde der ursprüngliche Name TEAM komplett gestrichen und die Geschäfte der Agentur wurden fortan als BBDO geführt. Zum Zeitpunkt der Übernahme unterhielt TEAM Niederlassungen in Düsseldorf, Wien, Mailand und Paris. Mit über 140 Millionen Mark Umsatz 1970 zählte TEAM zu den größten deutschen Werbeagenturen.
Der erste Kunde von TEAM war Henkel. Weitere Kunden waren unter anderem Tchibo, Puschkin Vodka, NINO, Reemtsma, Glanzstoff und Königs Pilsener.
Im Mai 2024 holte der neue Gruppen-CEO Christian Rätsch die Marken TEAM auf den Markt zurück und benannte die BBDO Group Germany in TEAMBBDO.